# كولتشث (تشيشير)
كولتشث (بالإنجليزية: Culcheth)‏ هي قرية تقع في المملكة المتحدة في شمال غرب إنجلترا. يقدر عدد سكانها بـ 11,454 نسمة .

## أعلام
- توني باورز